# Машко-Піро
Машко-Піро, Кухареньо, Номоль — етнічна група кочівників-мисливців та збиральників, що живе у джунглях на сході Перу. Плем'я живе на території Національного парку Ману у регіоні Мадре-де-Дьйос. За даними 1998 року чисельність племені становила 100—250 чол. Воно збільшилось у порівнянні з 1976 роком, коли їх налічували лише 20-50 чол.
Машко-Піро є одним з ізольованих та найменш контактних племен. Вони живуть у непрохідних лісах у верхів'ї басейну Амазонки. Про спосіб життя племені дуже мало відомо. Машко-Піро не хочуть йти на контакт з іншими людьми і агресивно до них ставляться. Будь-яка спроба діалогу зустрічала шквал стріл і каменів. Плем'я витісняється лісорубними та георозвідувальними компаніями, нелегальними золотошукачами та наркоторговцями. Тому воно змушене кочувати із звичних місць проживання. З іншого боку, контакт з іншими людьми може стати фатальним для племені повністю ізольованого від цивілізації, оскільки у нього відсутній імунітет проти багатьох захворювань, включаючи звичайні вірусно-респіраторні інфекції.
Машко-Піро постійно контактують з індіанцями ашанінка. В індіанцях їх зацікавили металеві каструлі і мачете, так необхідні в господарстві. Проте машко-піро з ашанінка часто конфліктують за територію.
Уряд Перу заборонив контакт з машко-піро, побоюючись, що вони можуть бути заражені інфекційними хворобами, проти яких вони не мають імунітету.